# Статуя Олександра II (Антокольський)
Стат́уя Олекса́ндра ІІ — скульптура російського імператора Олександра ІІ роботи єврейсько-російського скульптора Марка Антокольського, що знаходиться у Національному музеї «Київська картинна галерея». 

## Історія
Скульптуру імператора Олександра ІІ Марк Антокольський створив наприкінці XIX ст. на замовлення барона Гінцбурга. Статуя була відлита у бронзі в Парижі, й у 1910 році встановлена у вестибюлі міської публічної бібліотеки у Києві.
На відміну від більшості київських монументів імперської доби, знесених більшовиками у 1919—1923 рр. та переплавлених на заводі «Арсенал», статуя роботи Антокольського була збережена. Її було визнано такою, що має значну історичну цінність та у 1923 році віддано на зберігання до Київської картинної галереї. Врешті статую було встановлено на задньому дворі галереї, де вона знаходиться й дотепер.

## Ідея перенесення
У 1995 році в Україні з офіційним візитом перебував тодішній мер Санкт-Петербурга Анатолій Собчак. Дізнавшись про існування монумента Олександра ІІ роботи Антокольського, що вцілів у Києві з початку ХХ ст., Собчак звернувся до тодішнього Президента України Леоніда Кучми з пропозицією передати скульптуру імператора у подарунок Санкт-Петербургу. У відповідь, Анатолій Собчак обіцяв встановити у центральній частині Петербурга пам'ятник Тарасові Шевченку.
У своїх спогадах він писав:
«Л. Д. Кучма погодився. З нашого боку були виконані усі умови: ухвалене рішення про встановлення пам'ятника Тарасові Шевченку на Петроградській стороні (у чудовому місці на площі біля Палацу культури імені Ленради), замовлена та отримана від відомого канадського скульптора українського походження Л. Мола шестиметрова скульптура Тараса Шевченка, але раптом з українського боку почали надходити додаткові вимоги про передачу архівних документів, цінностей з Ермітажу і т. д.»
Зрештою, статуя Олександра ІІ так і лишився у Києві. Натомість, у 2003 році, до 300-ліття Санкт-Петербурга, Україна подарувала місту точну копію роботи Антокольського, яку було встановлено у дворі будівлі колишньої Миколаївської академії Генерального штабу (нині однин з корпусів Військової академії зв'язку імені С. М. Будьонного).
Неможливість передачі Росії оригіналу монумента була пояснена тим, що статуя Олександра ІІ є національною мистецькою цінністю України[джерело?].